# الباروك (رسم)

لوحة دعوة القديس ماثيو (1599–1600) للرسام كارافاجيو. كنيسة كونتاريلي، كنيسة سان لويجي دي فرانثيس في روما. إن شعاع الضوء، الذي يدخل الصورة من اتجاه نافذة حقيقية، يعبر في لمحة عن تحول القديس ماثيو، المفصل الذي سيتحول إليه مصيره، بدون ملائكة، أو غيوم فاصلة أو غيرها من القطع الأثرية.

رامبرانت فان راين، دورية الليل أو أو شركة ميليشيا الكابتن فرانس بانينج كوك، 1642، زيت على قماش، 363 سم × 437 سم (143 × 172 بوصة)، متحف ريجكس، أمستردام. اللوحة هي مثال كلاسيكي لفن الباروك.

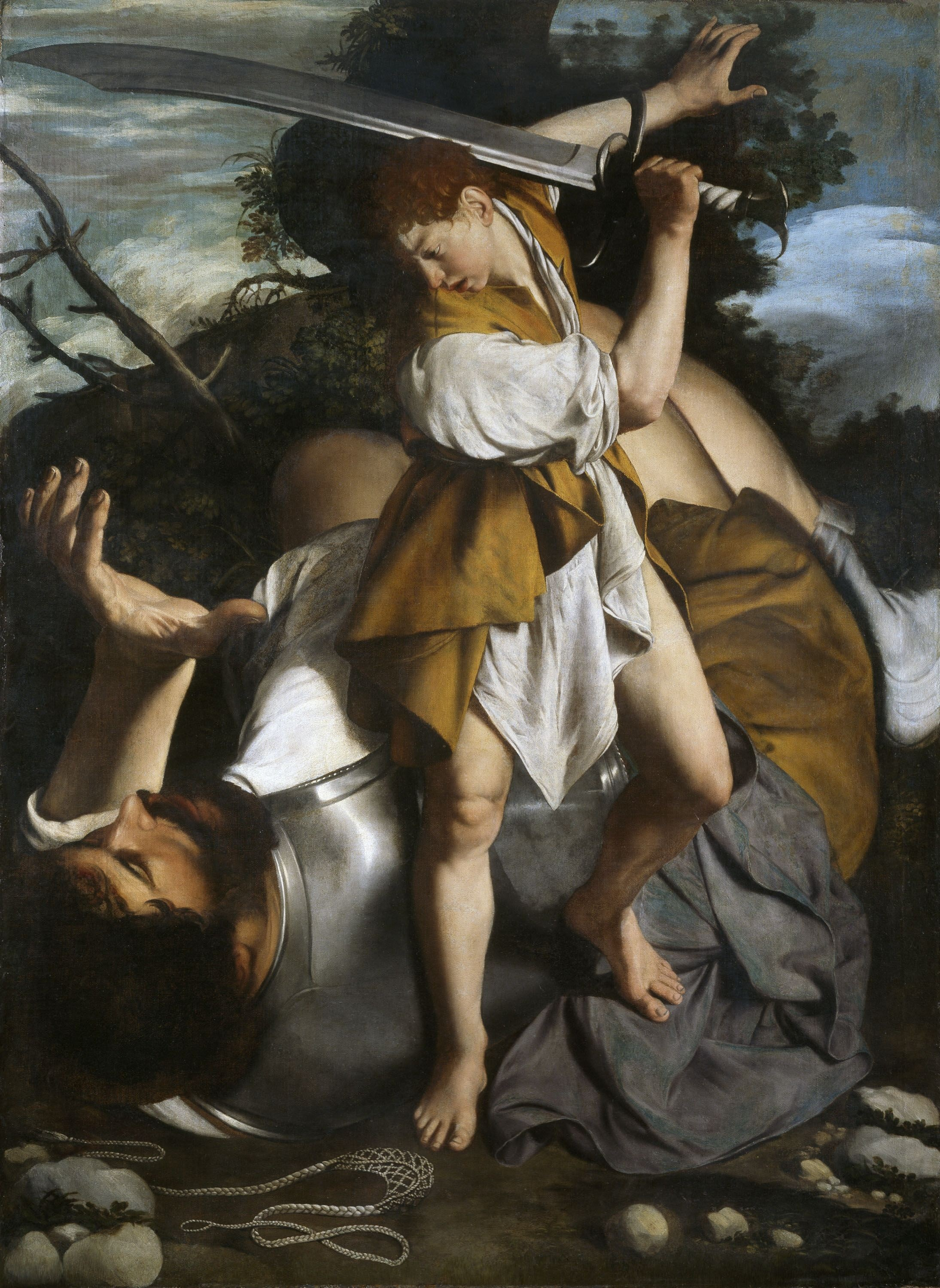
أورازيو جينتيليشي، ديفيد وجالوت (1605-1607)

رسم الباروك هي فن تشكيلي يرتبط بالحركة الثقافية الباروكية. غالبًا ما يتم تحديد الحركة بالاستبداد والإصلاح المضاد والإحياء الكاثوليكي، ولكن وجود الفن والعمارة الباروكية الهامة في الدول غير الاستبدادية والبروتستانتية في جميع أنحاء أوروبا الغربية يؤكد شعبيتها على نطاق واسع.

## التاريخ

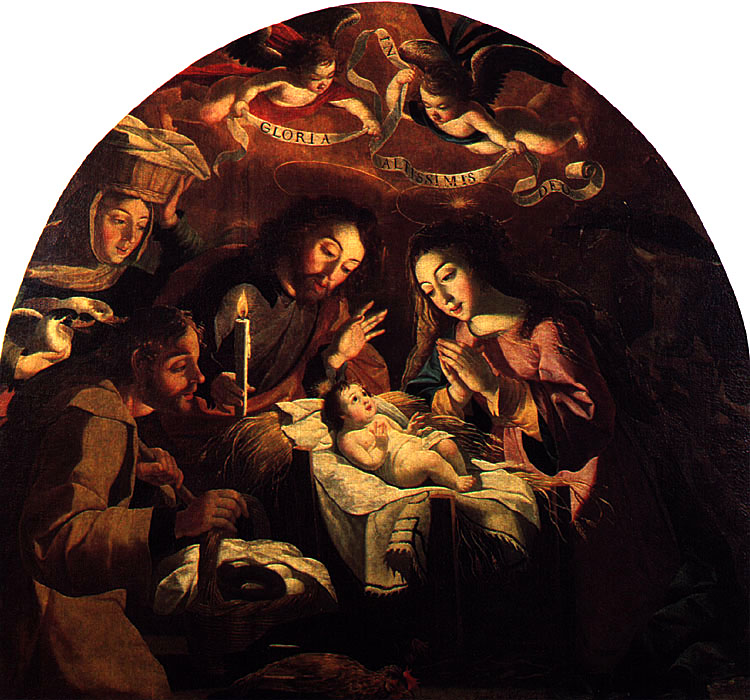
المهد لجوزيفا دي أوبيدوس 1669، المتحف الوطني للفنون القديمة، لشبونة

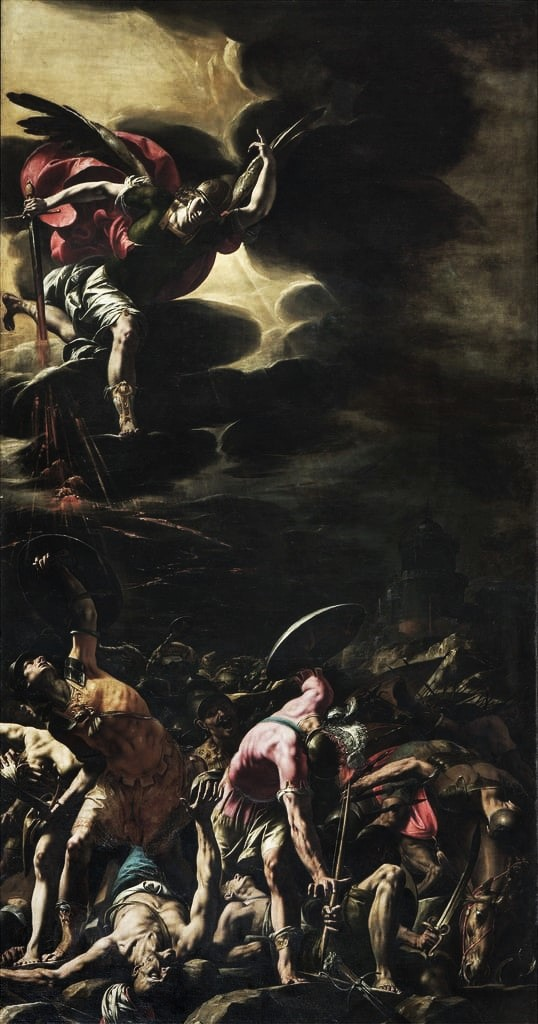
مَعرَكة سِنحارِيب، لَوحة زَيتية بريشة الرَسام الباروكي تانزيو دا فارالو، رَسمها بين 1629-1630. يُصَور العَمل الأسطورة التَوراتية التي تَقول ان الله ارسلَ ملاكًا ليُدَمرَ جَحافِلَ جَيش الملك الآشوري سَنحاريب أثناء حِصاره للقُدس _{(701 ق.م)}.

مجلس ترينت (1545-1563) الذي أجابت فيه الكنيسة الرومانية الكاثوليكية على العديد من أسئلة الإصلاح الداخلي التي أثارها كل من البروتستانت وأولئك الذين بقوا داخل الكنيسة الكاثوليكية، تناول الفنون التمثيلية في مقطع قصير وغير منحرف إلى حد ما في المراسيم. هذا وقد فسر لاحقا، والذي طرحته عدد من المؤلفين الدينية مثل مولانوس، الذين طالبوا بأن اللوحات والمنحوتات في سياقات الكنيسة يجب أن تصور موضوعاتها بشكل واضح وبقوة، ومع اللياقة، دون اجواء الأسلوبية من التكلف.

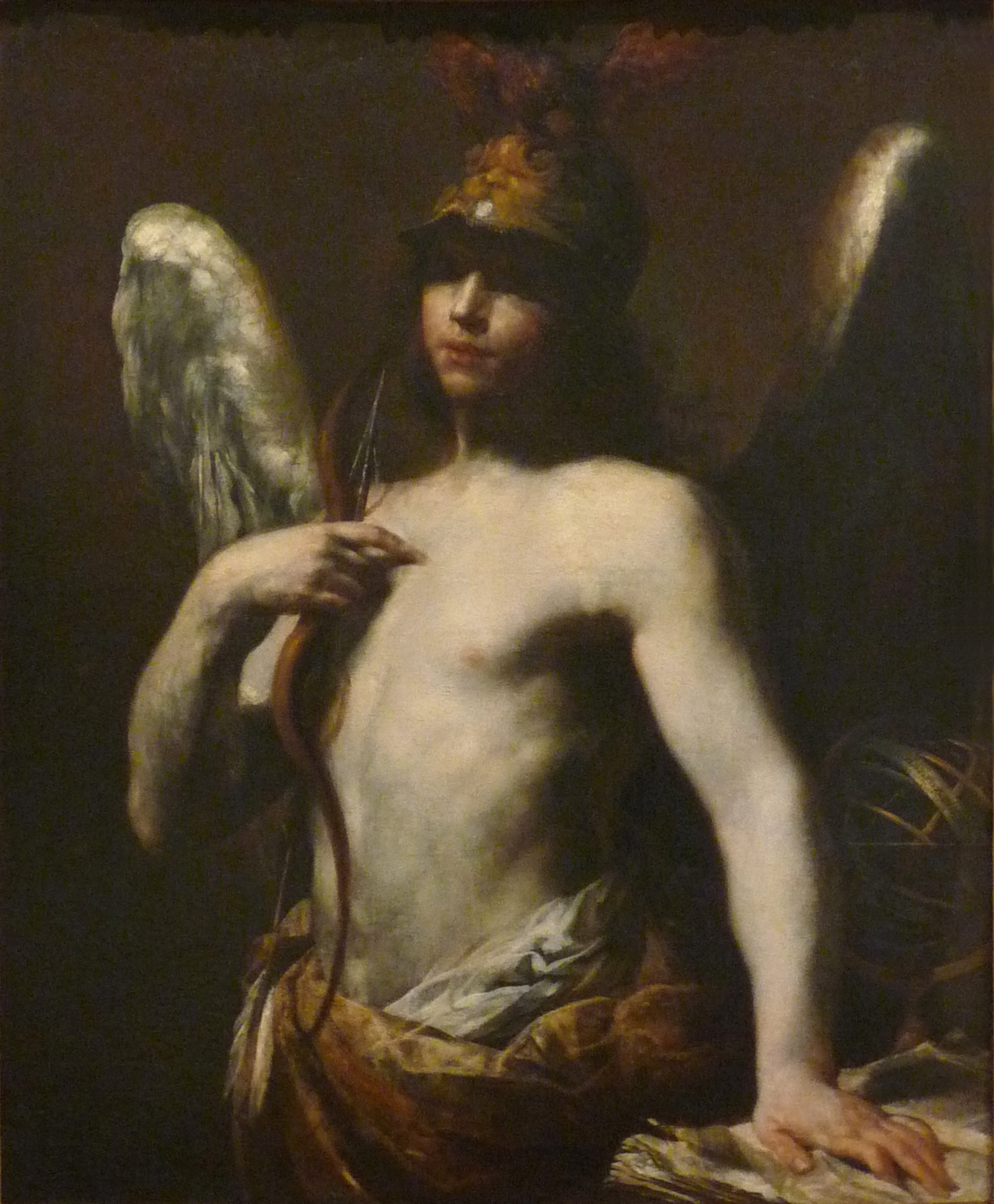
الإبْدَاعُ بريشة الرسام الأيطالي جوزيبي كريسبي. تمثل هذه اللوحة تجسيدًا لروح «الابداع» متحف الفنون الجميلة في ستراسبورغ ، فرنسا.

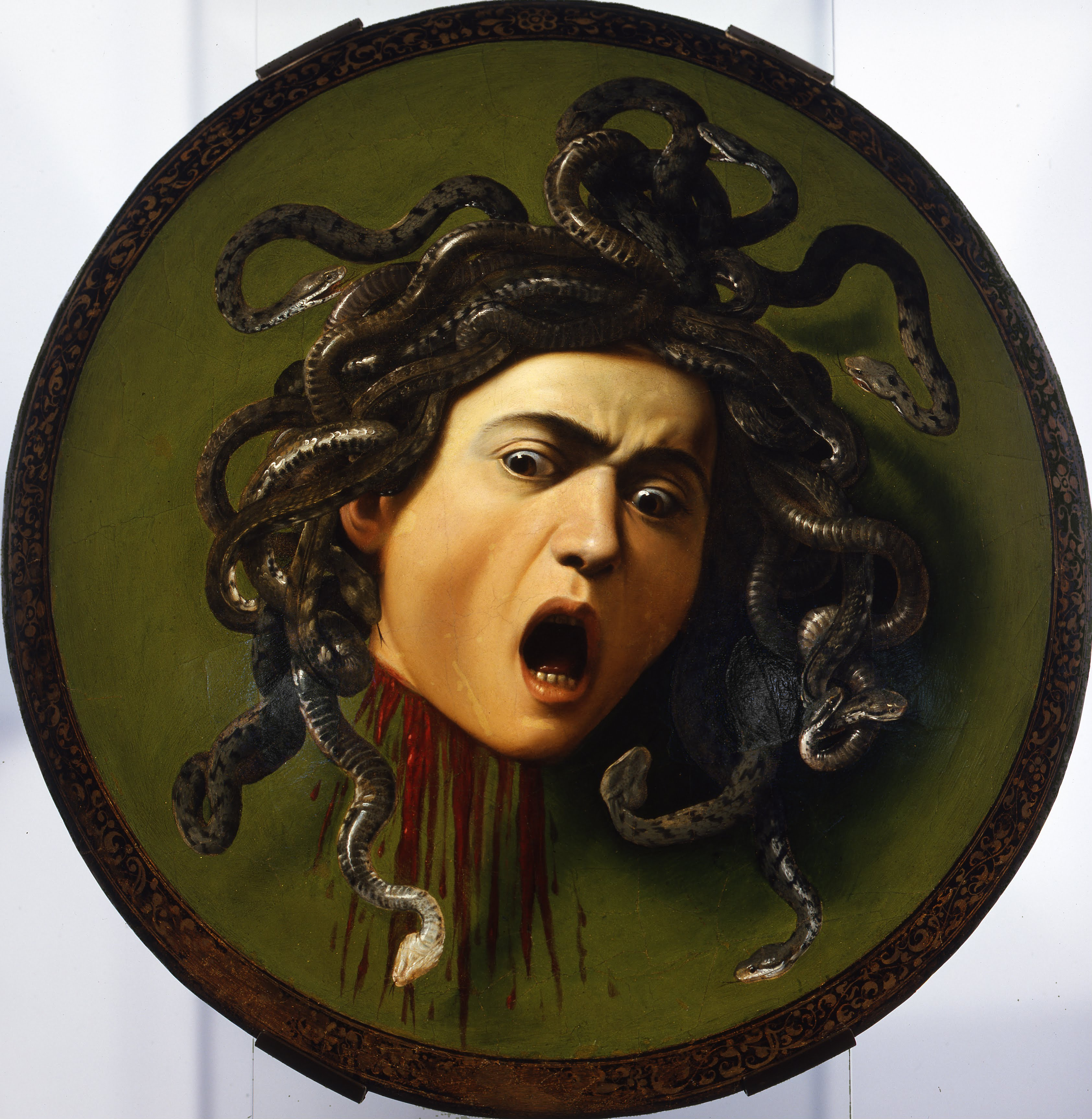
رأس ميدوسا بريشة كارافاجيو 1597 - تصور الوحش ميدوسا. الآن موجود في متحف أوفيزي في فلورنسا.

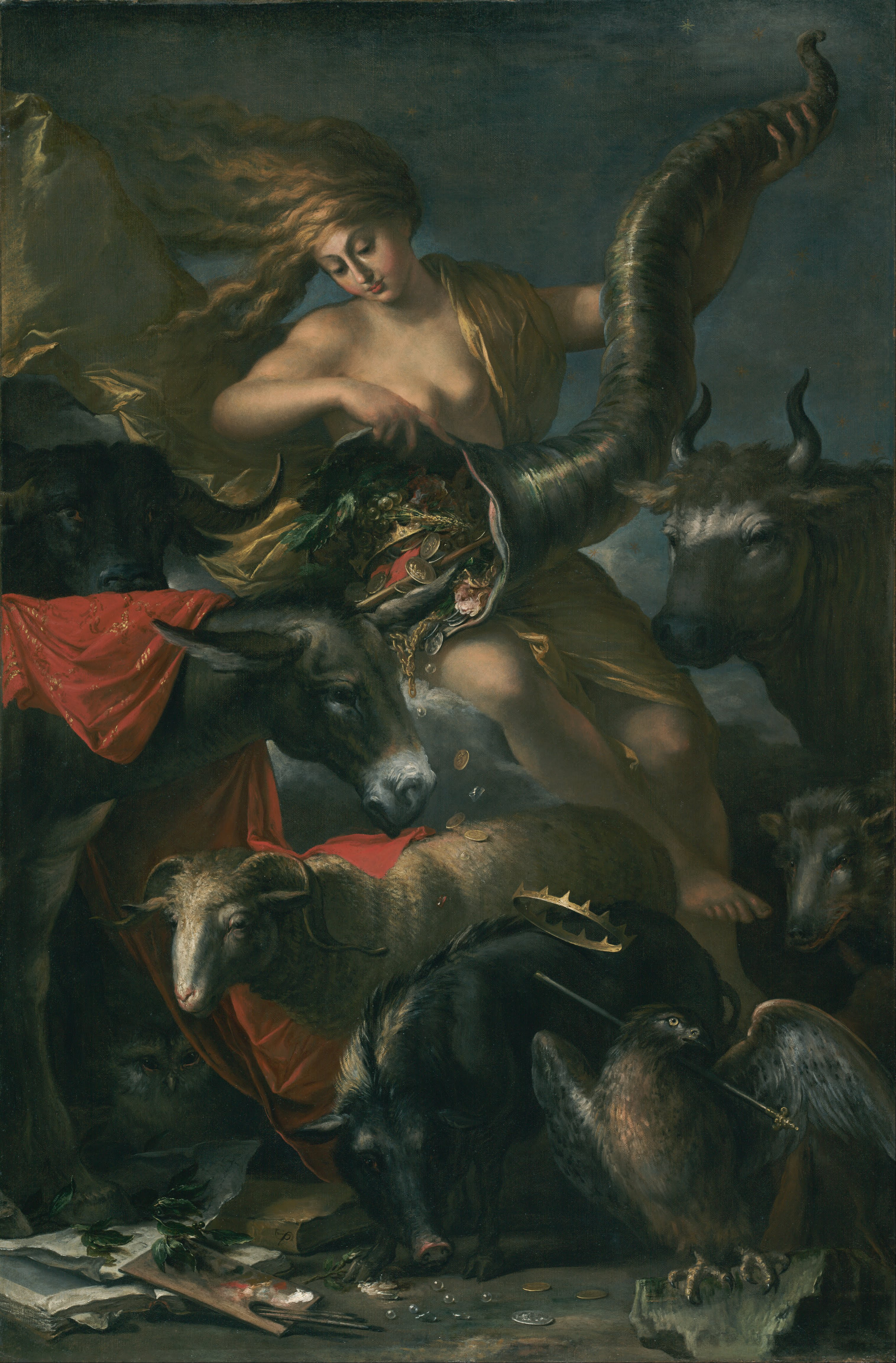
"تمثيل الثروة" (1658) بريشة سلفاتور روزا، تمثل فورتونا، إلهة الحظ، مع بوق الوفرة. متحف جيه بول جيتي في ماليبو ، كاليفورنيا.

## الرسامين الباروك

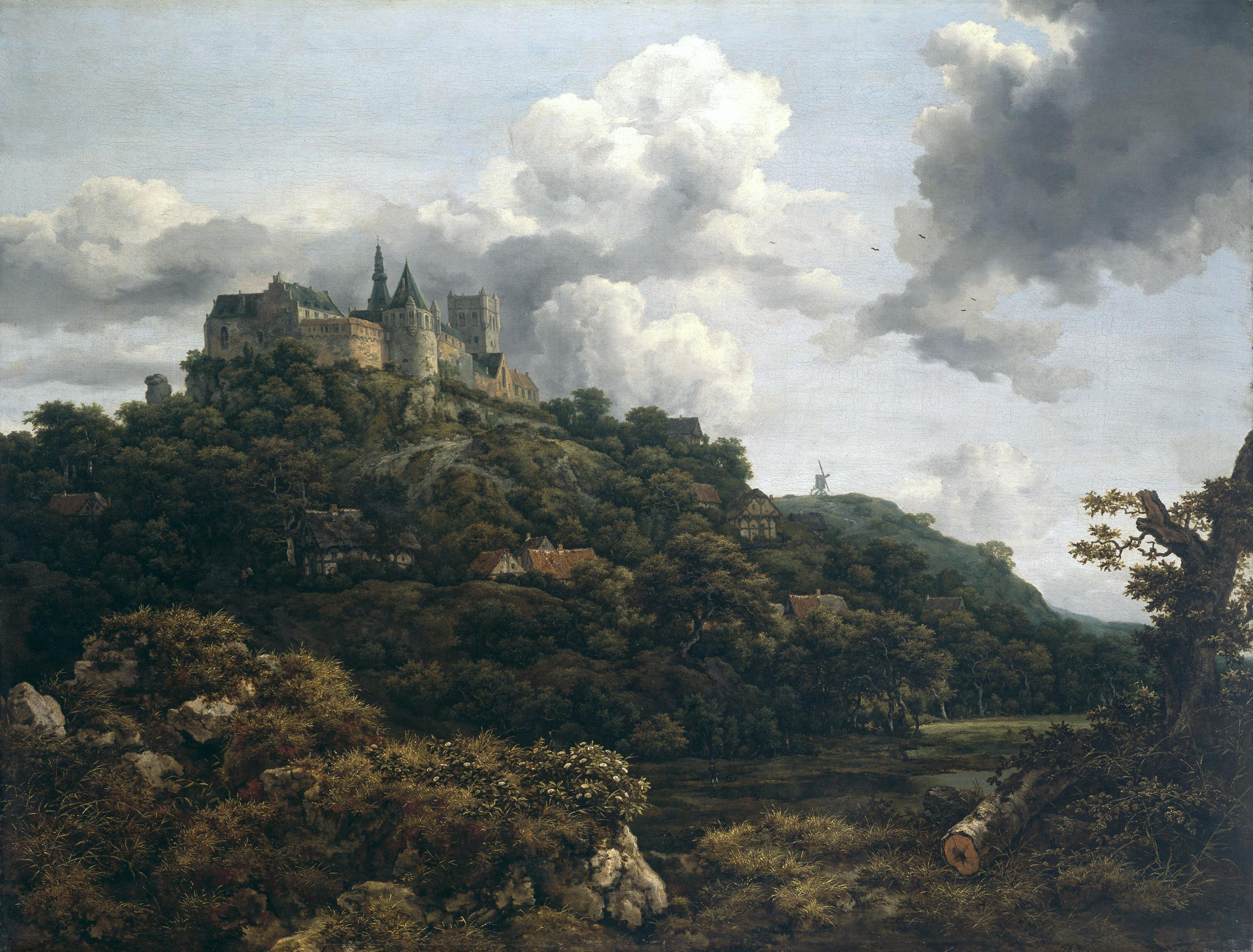
جاكوب إيزاكسزون فان روزديل، قلعة بنثيم (1653).

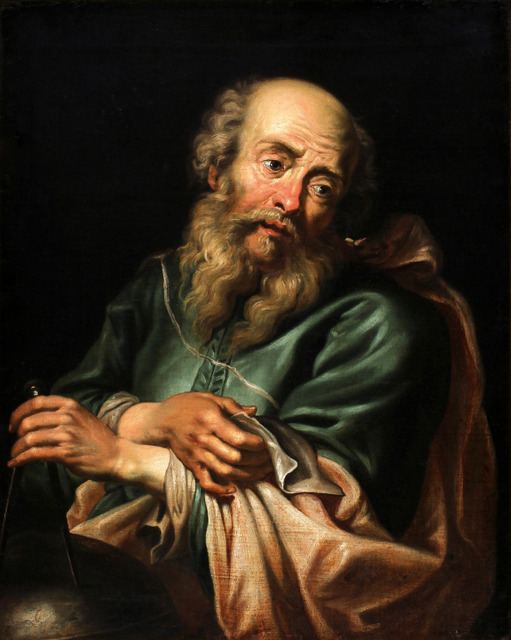
بيتر بول روبنز، جاليليو جاليلي، 1630

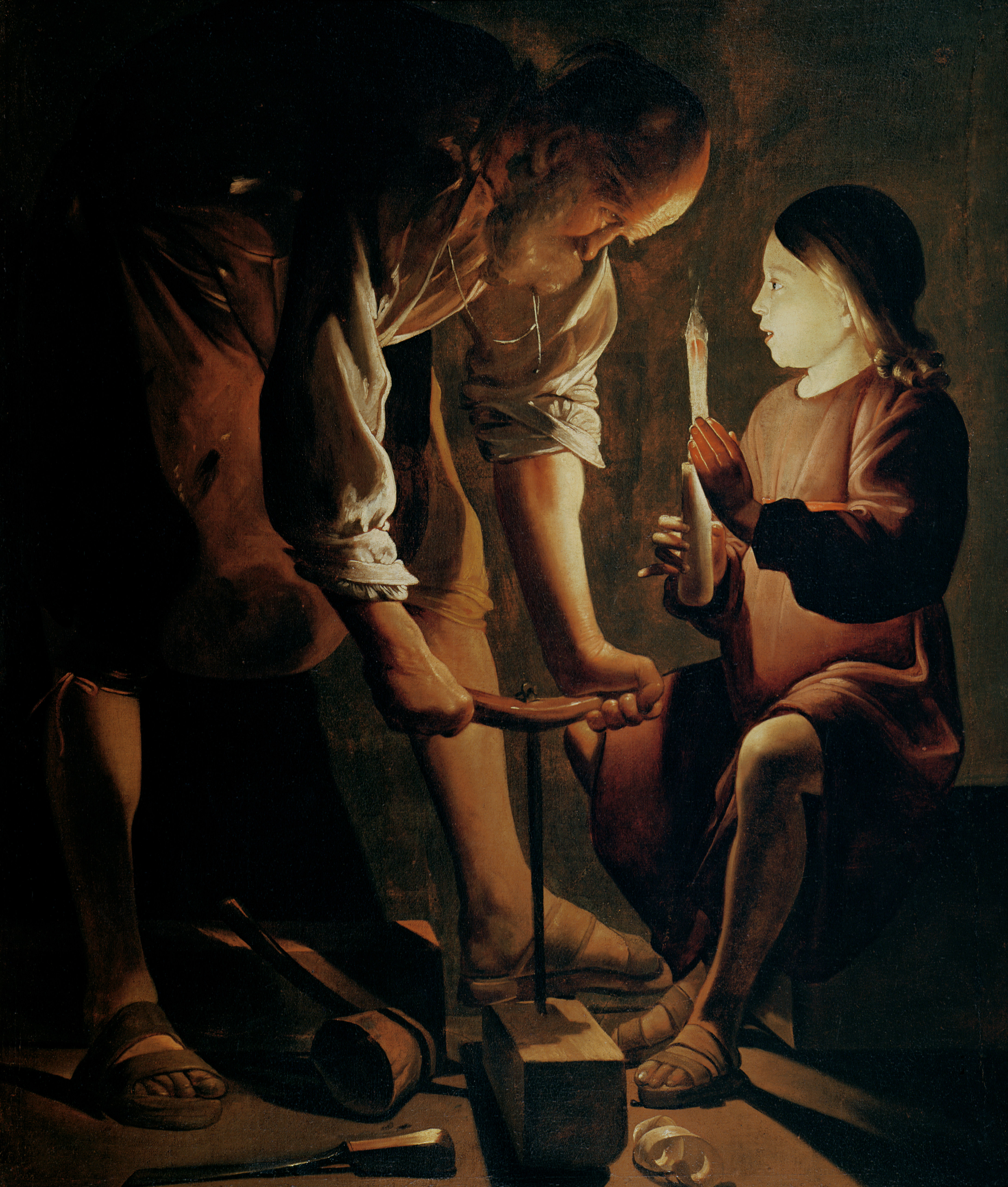
جورج دو لا تور، جوزيف النجار 1642، متحف اللوفر

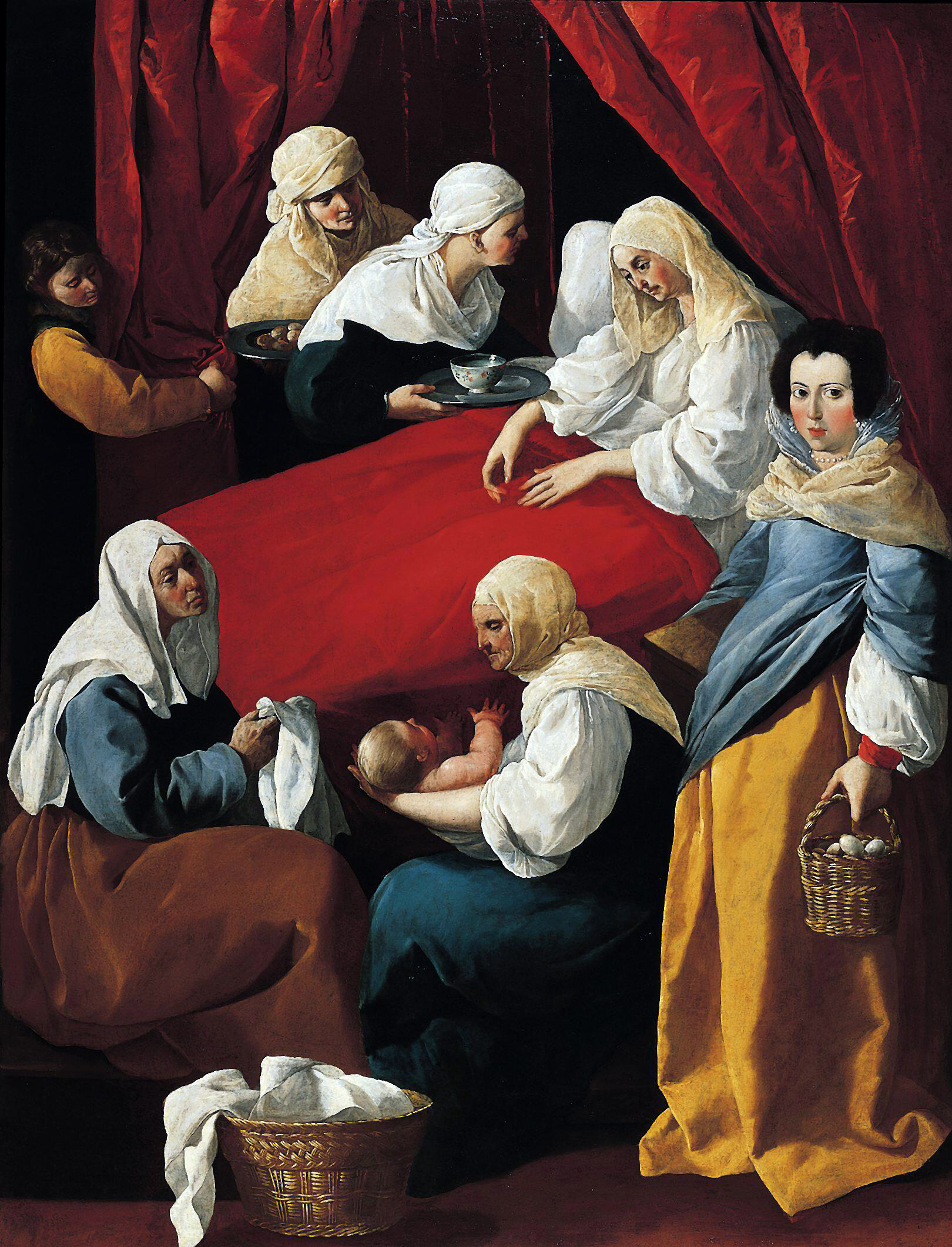
فرانسيسكو دي زورباران، ولادة العذراء 1625–1630، باسادينا، متحف نورتون سيمون

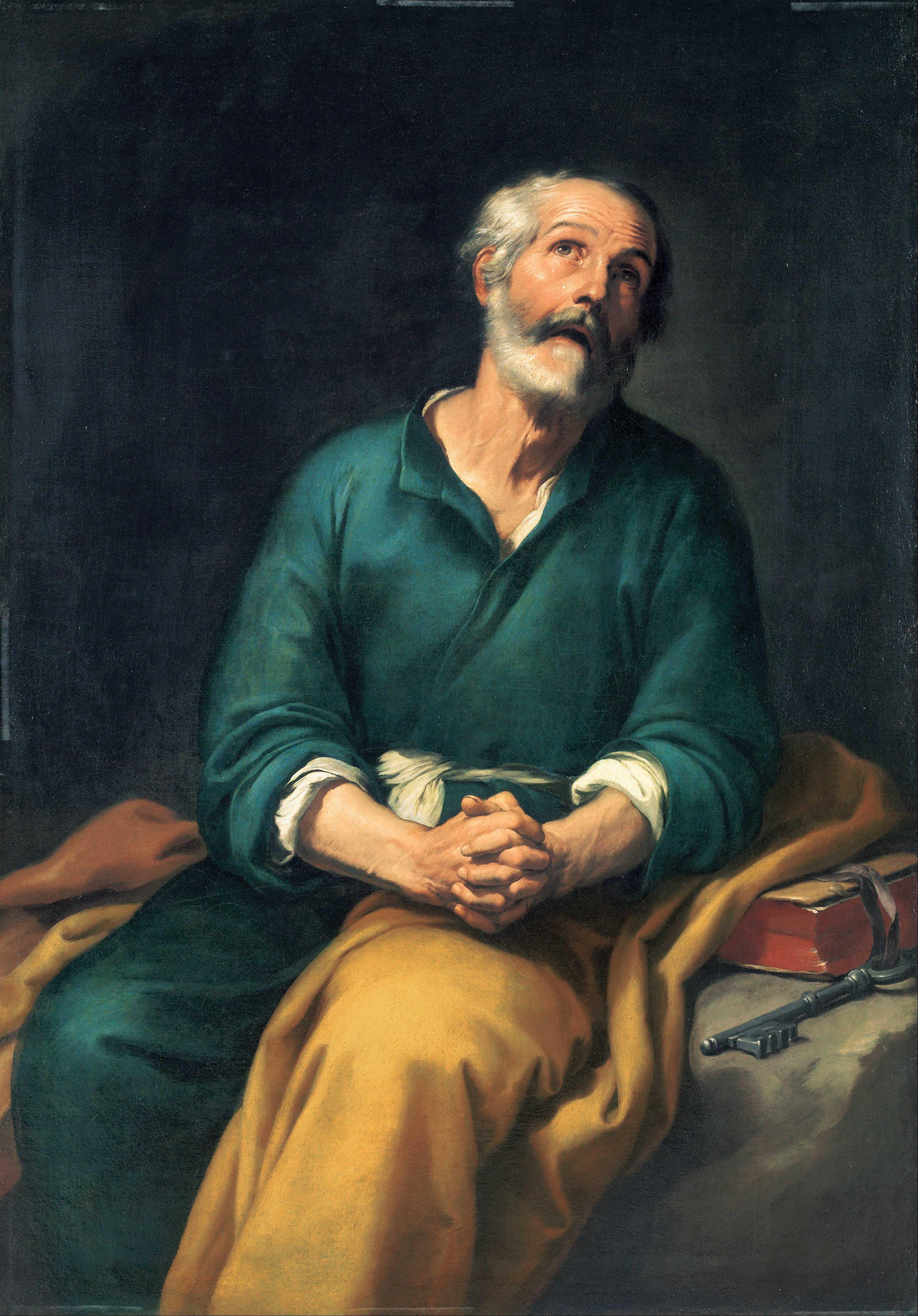
بارتولومي إستيبان موريللو، القديس بطرس في البكاء، 1650–1655

### بريطاني
- ويليام دوبسون (1611–1646)
- جورج جيمسون (1587–1644)
- غودفري كنيلر (1646-1723)
- بيتر ليلي (1618–1680)
- دانييل ميجتينز (1590–1648)
- جون مايكل رايت (1617–1694)

### التشيكية (البوهيمي)
- فاتسلاف هولار (1607–1677)
- كاريل شكريتا (1610–1674)
- بيتر براندل (1668–1735)
- فاكلاف فافشينك راينر (1686-1743)

## معرض الصور

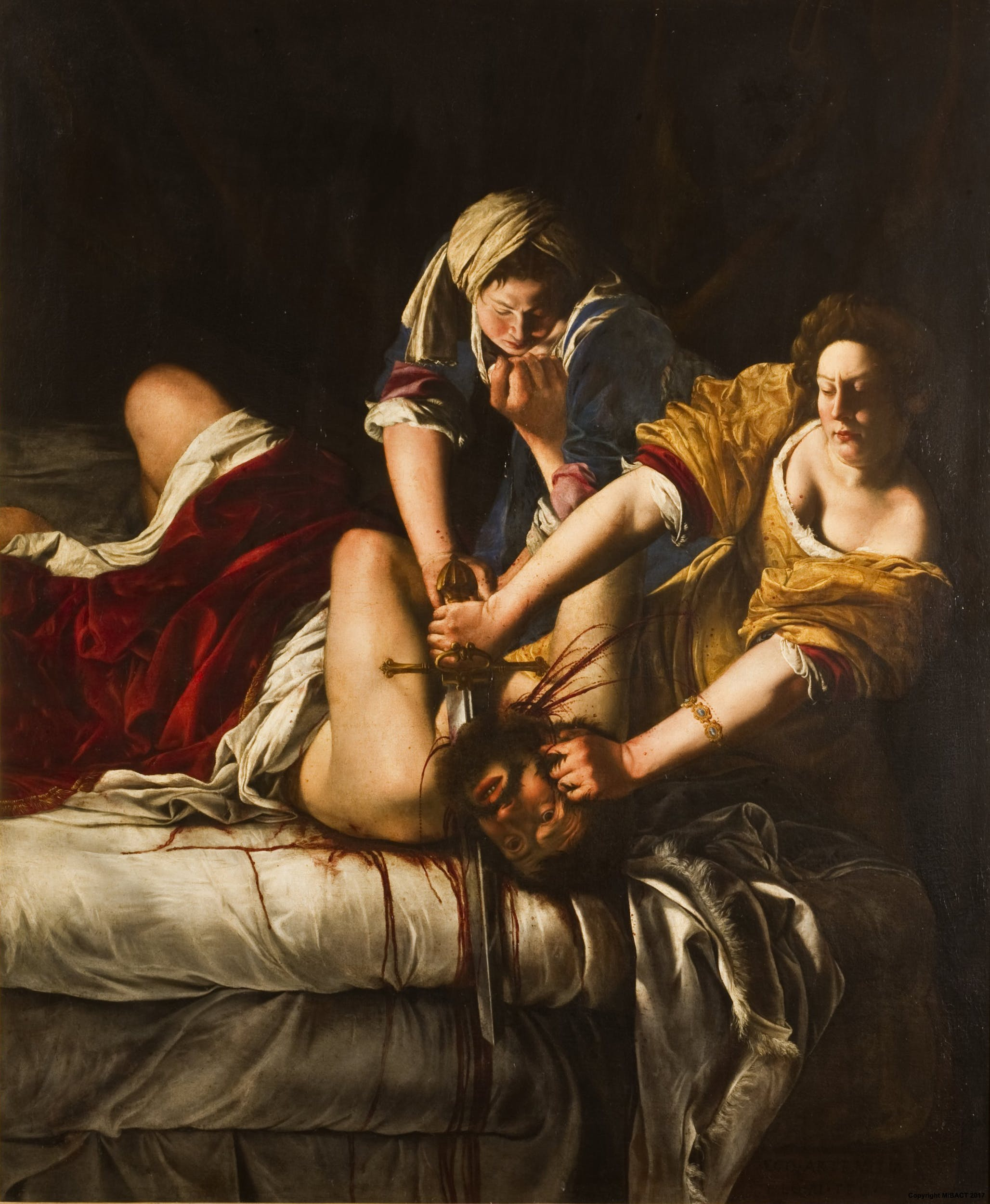
أرتيميسا جنتلسكي ، جوديث سلاينج هولوفرنيس ، 1614–20 ، زيت على قماش ، 199 × 162   سم غاليريا ديجلي أوفيزي ، فلورنسا
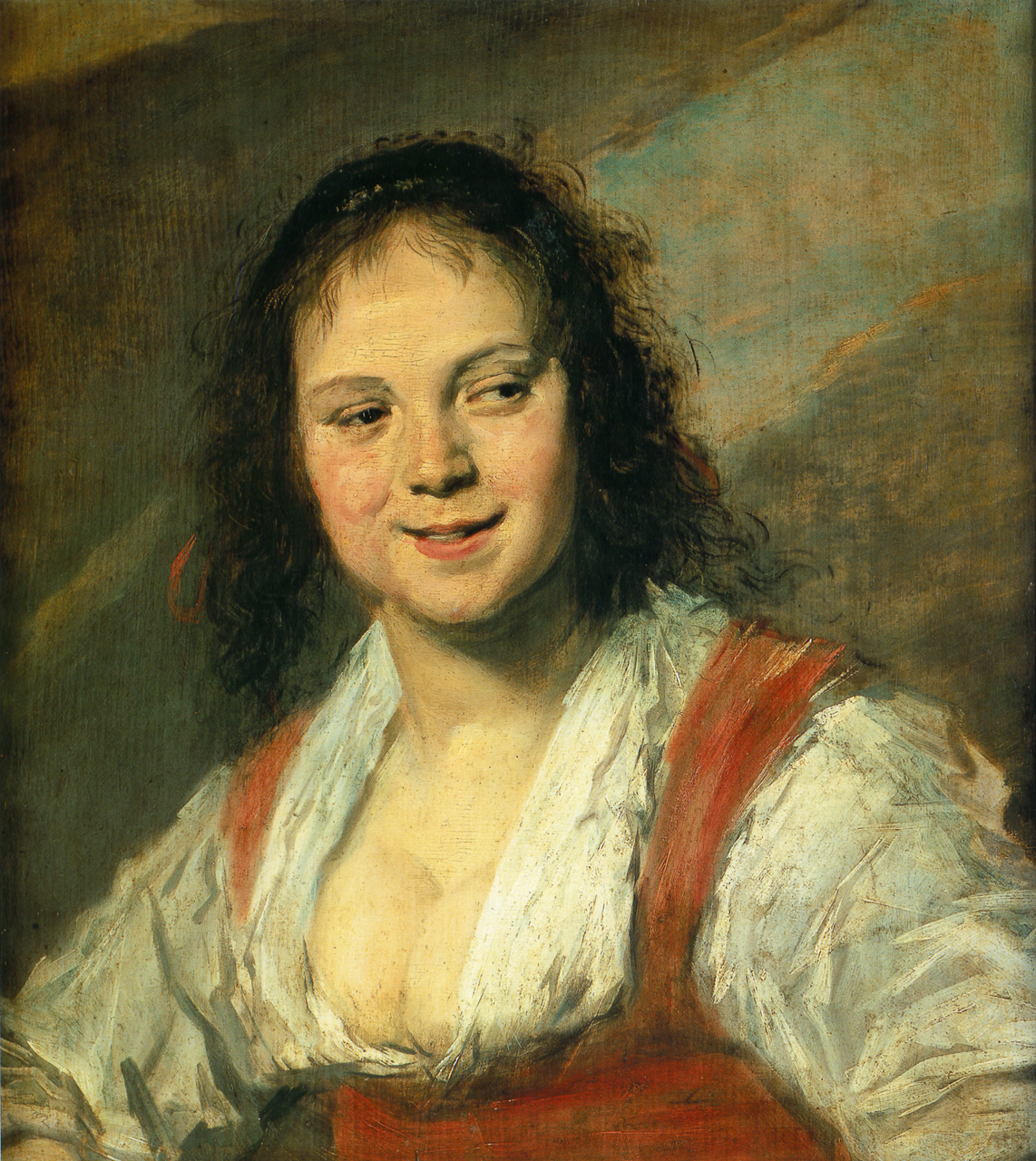
فرانس هالس فتاة غجرية ، 1628 - 30 ، زيت على خشب ، 58 × 52   سم ، متحف اللوفر ، باريس
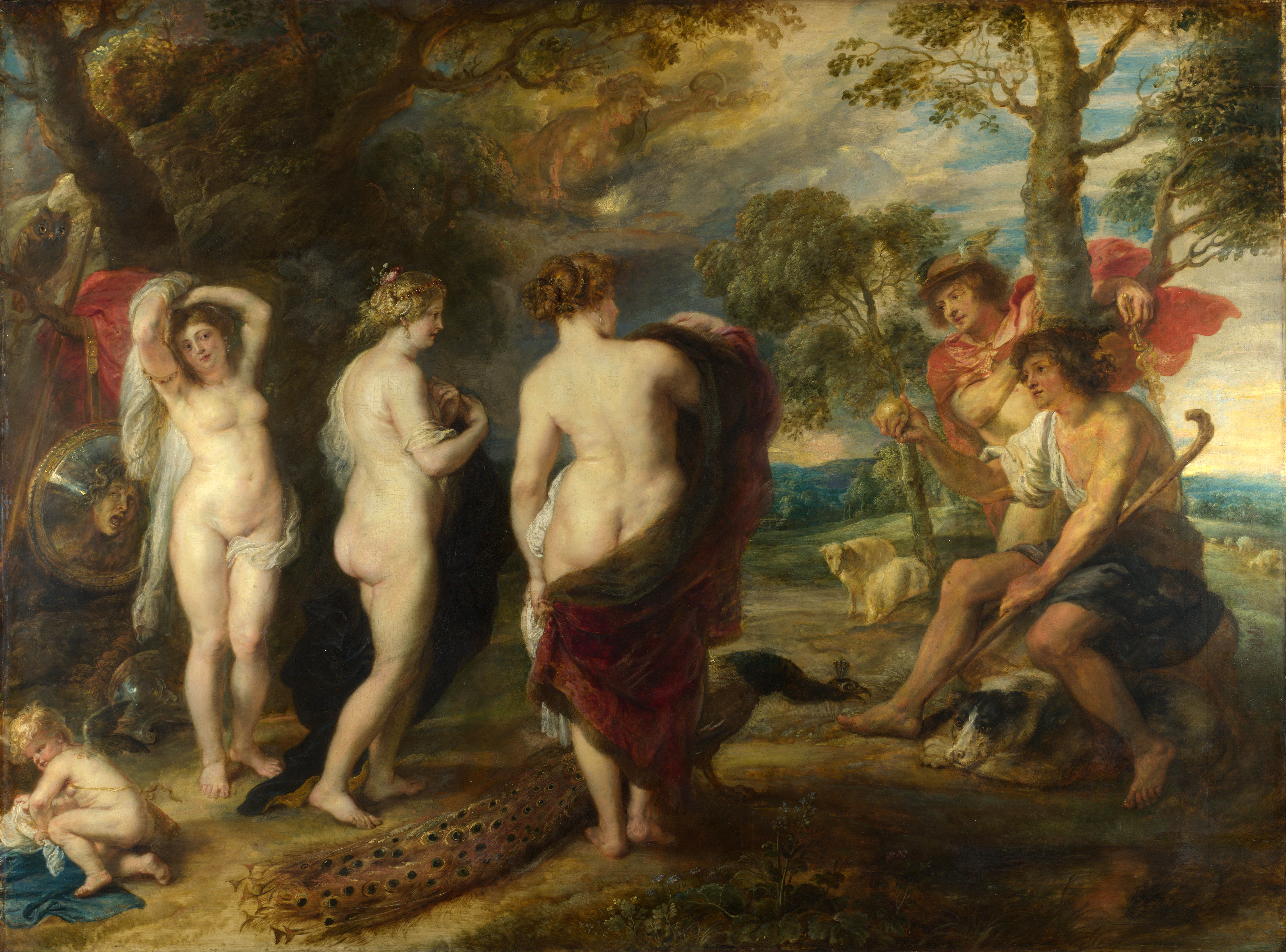
بيتر بول روبنز ، دينونة باريس  [لغات أخرى]‏ ، 1636 ، المعرض الوطني (لندن)
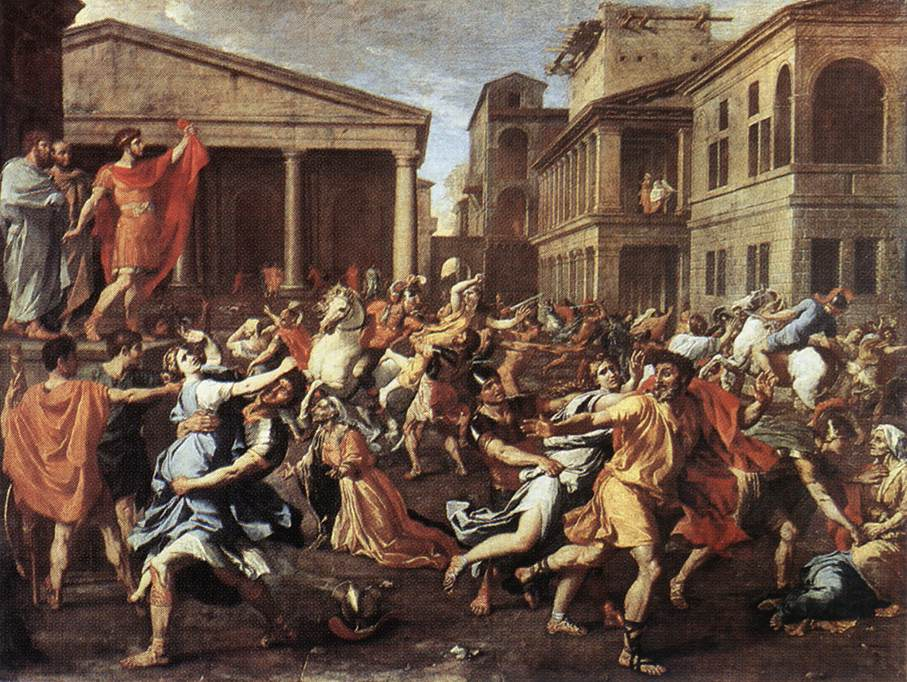
نيكولا بوسين ، اغتصاب نساء سابين  [لغات أخرى]‏ ، 1637-1638 ، اللوفر ، باريس
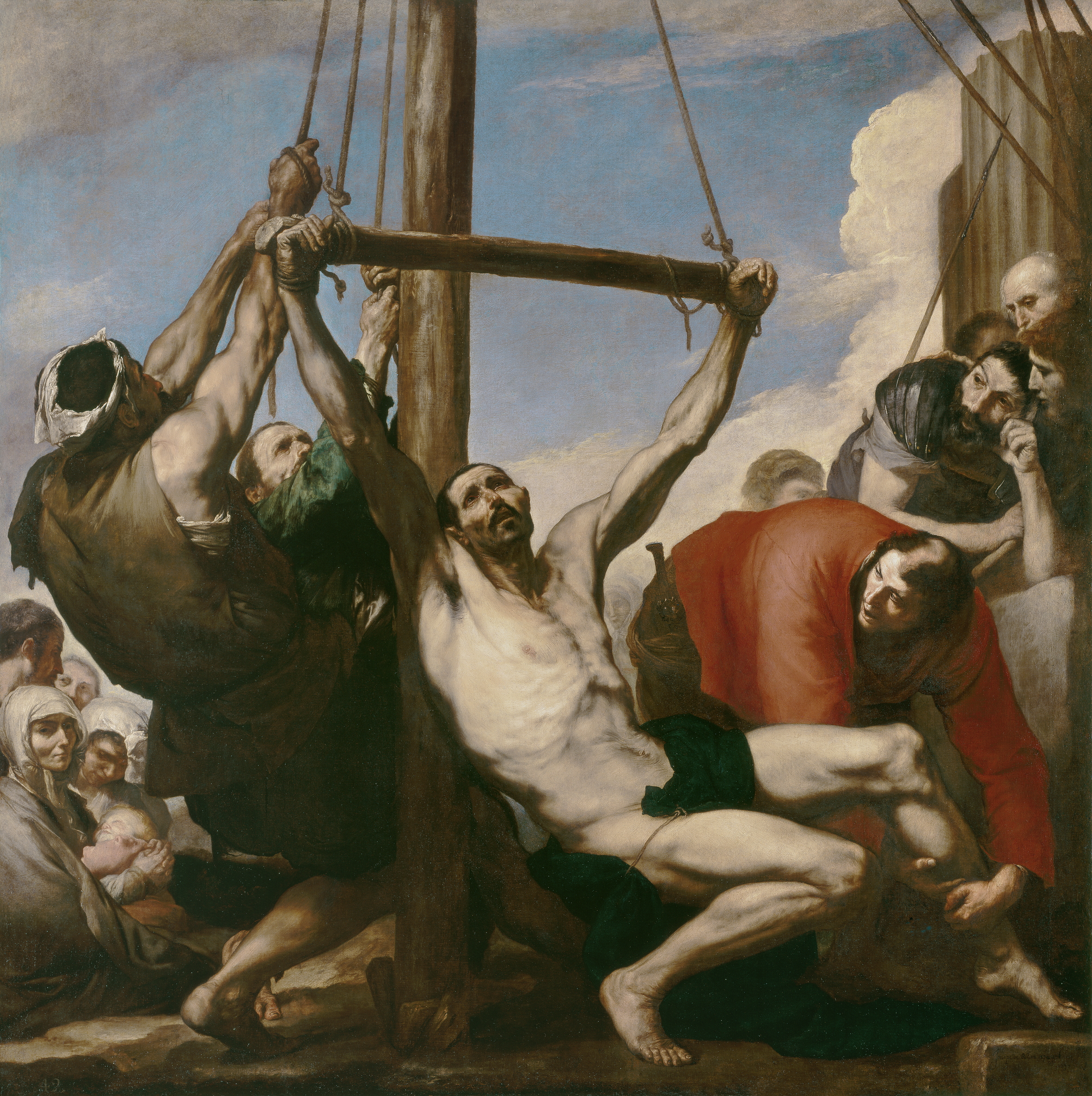
خوسيه دي ريبيرا ، استشهاد القديس فيليب ، 1639 ، متحف ديل برادو ، مدريد
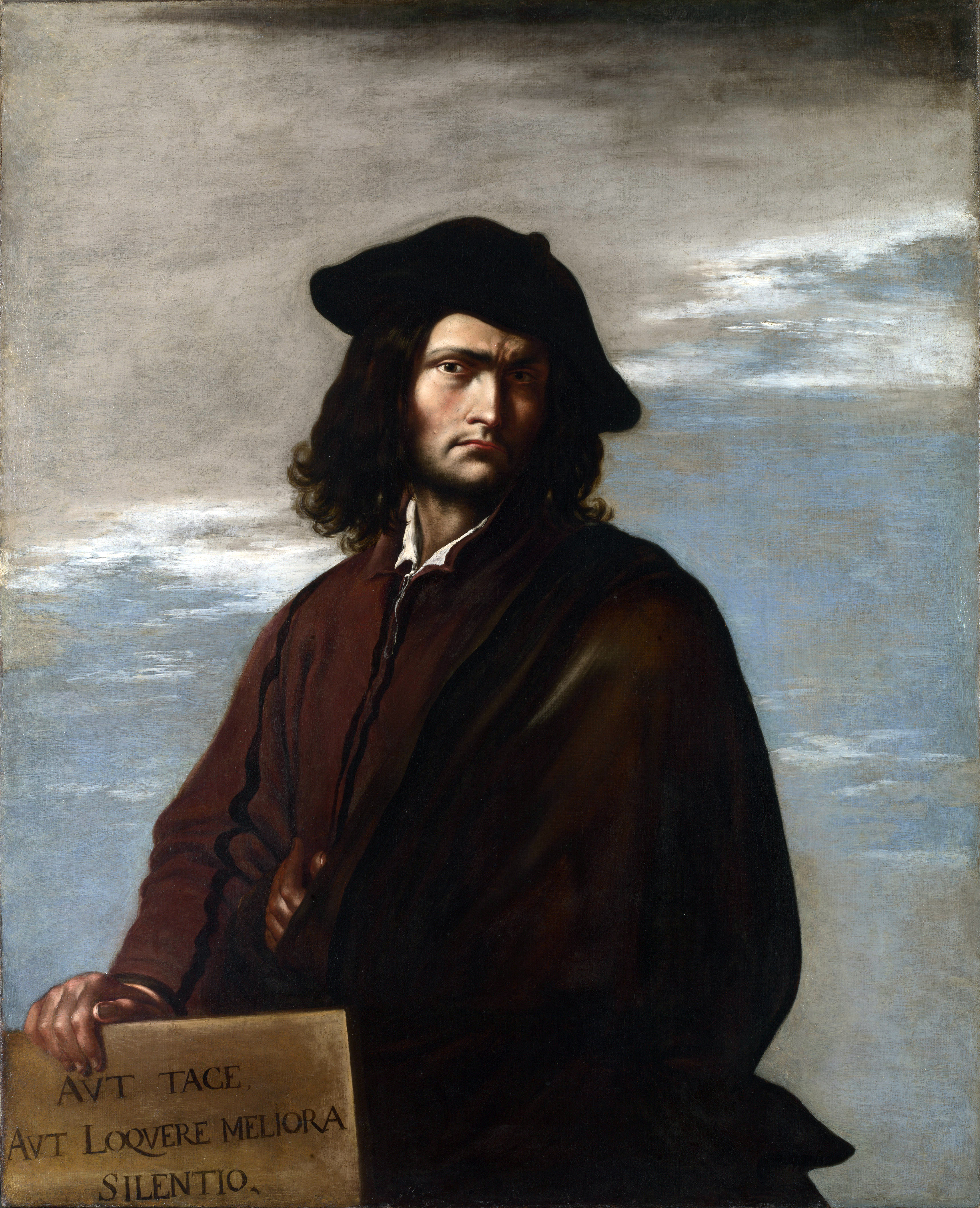
سلفاتور روزا ، الفلسفة  [لغات أخرى]‏ ، الصمت والكلام ، الصمت أفضل ، 1640 ، المعرض الوطني (لندن)
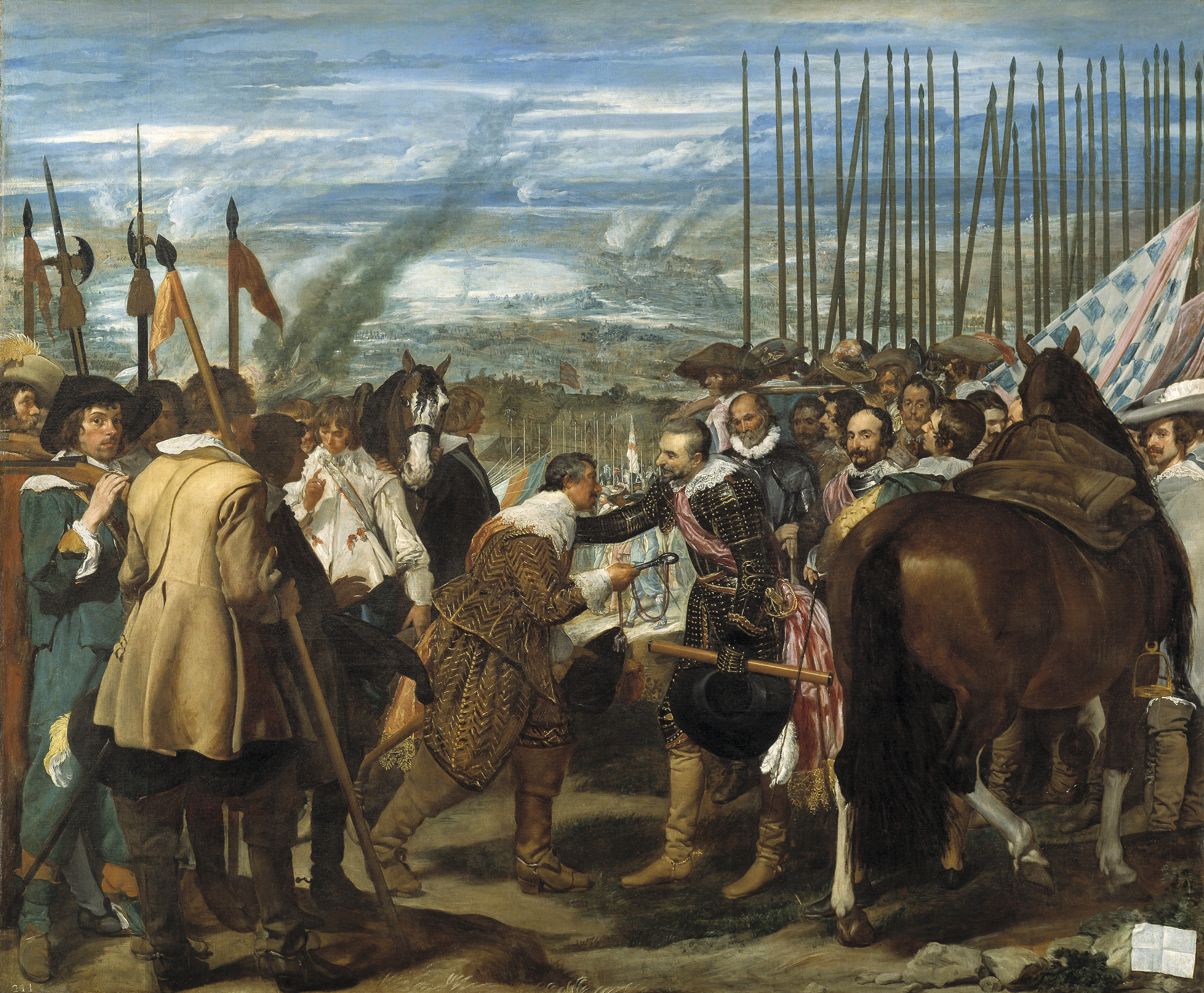
دييجو فيلاسكيز ، استسلام بريدا ، 1635 ، زيت على قماش ، متحف ديل برادو ، مدريد
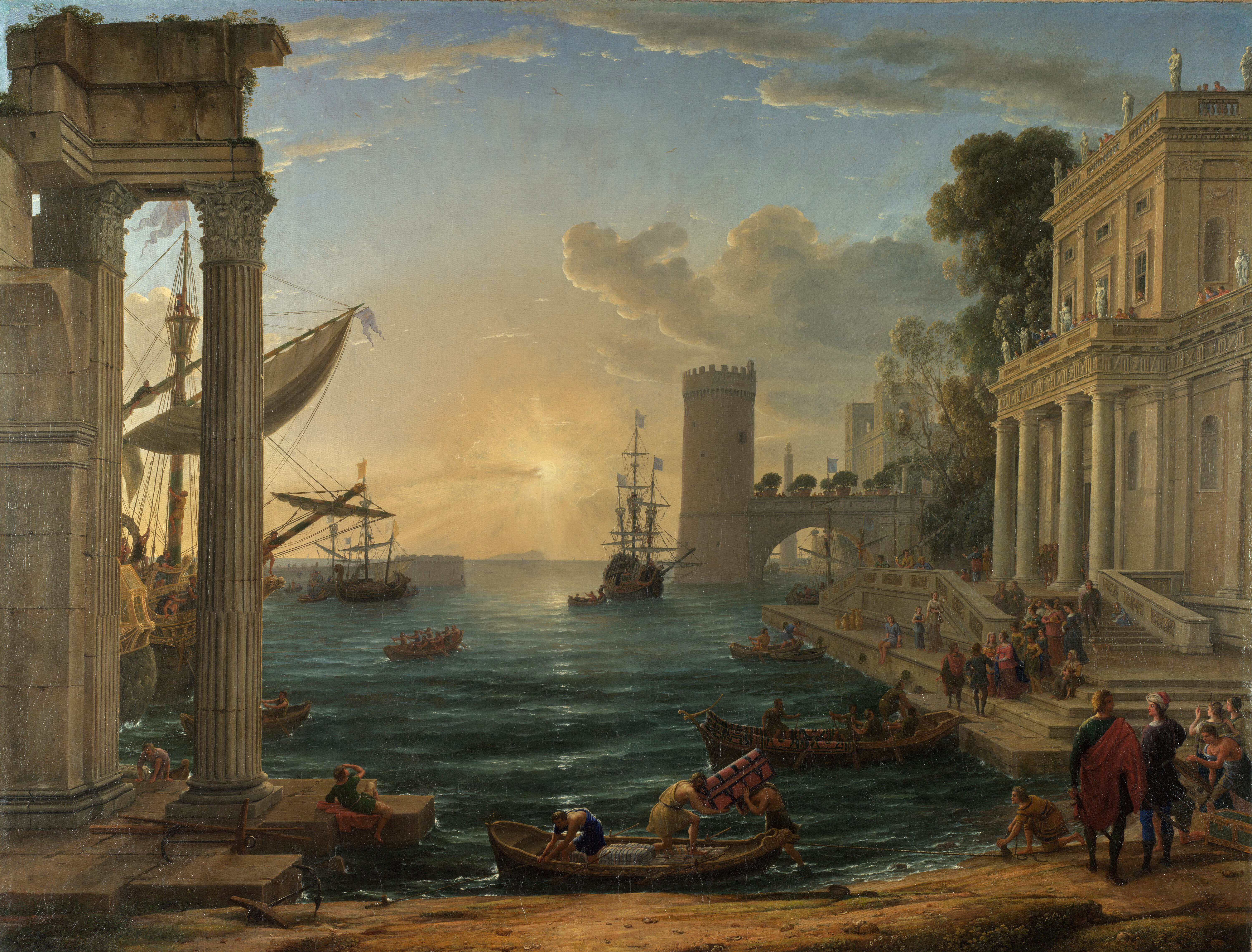
كلود لورين ، صعود ملكة سبأ  [لغات أخرى]‏ 1648 ، 149 × 194   سم ، المعرض الوطني (لندن)
دييجو فيلاسكيز ، لاس مينيناس ، 1656–1657 ، زيت على قماش ، 318 × 276   سم ، متحف ديل برادو ، مدريد
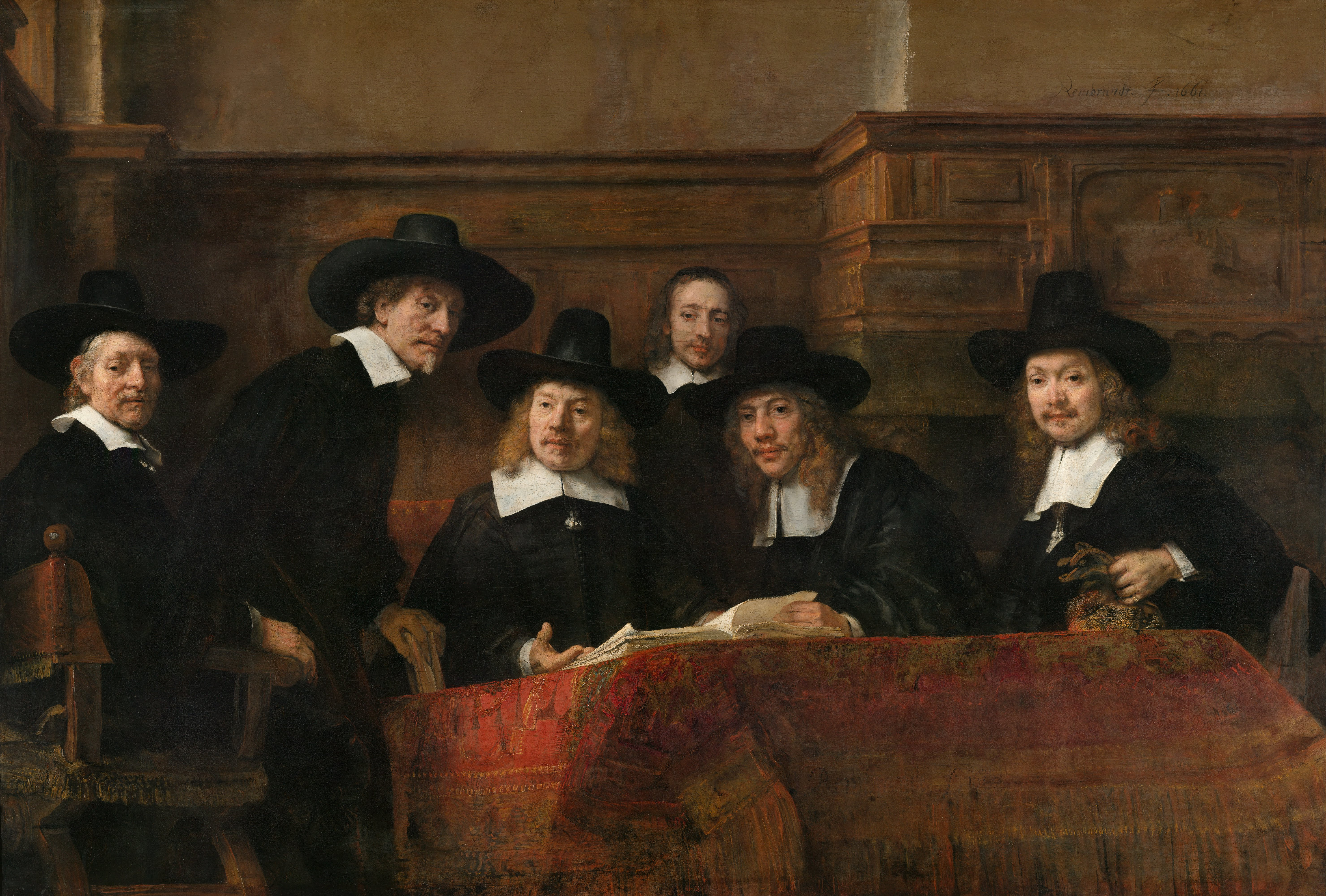
رامبرانت ، نقابة نقابة صانع الملابس ، 1662 ، زيت على قماش ، 191.5 سـم × 279 سـم (75.4 بوصة × 109.8 بوصة) ، متحف ريكز ، أمستردام
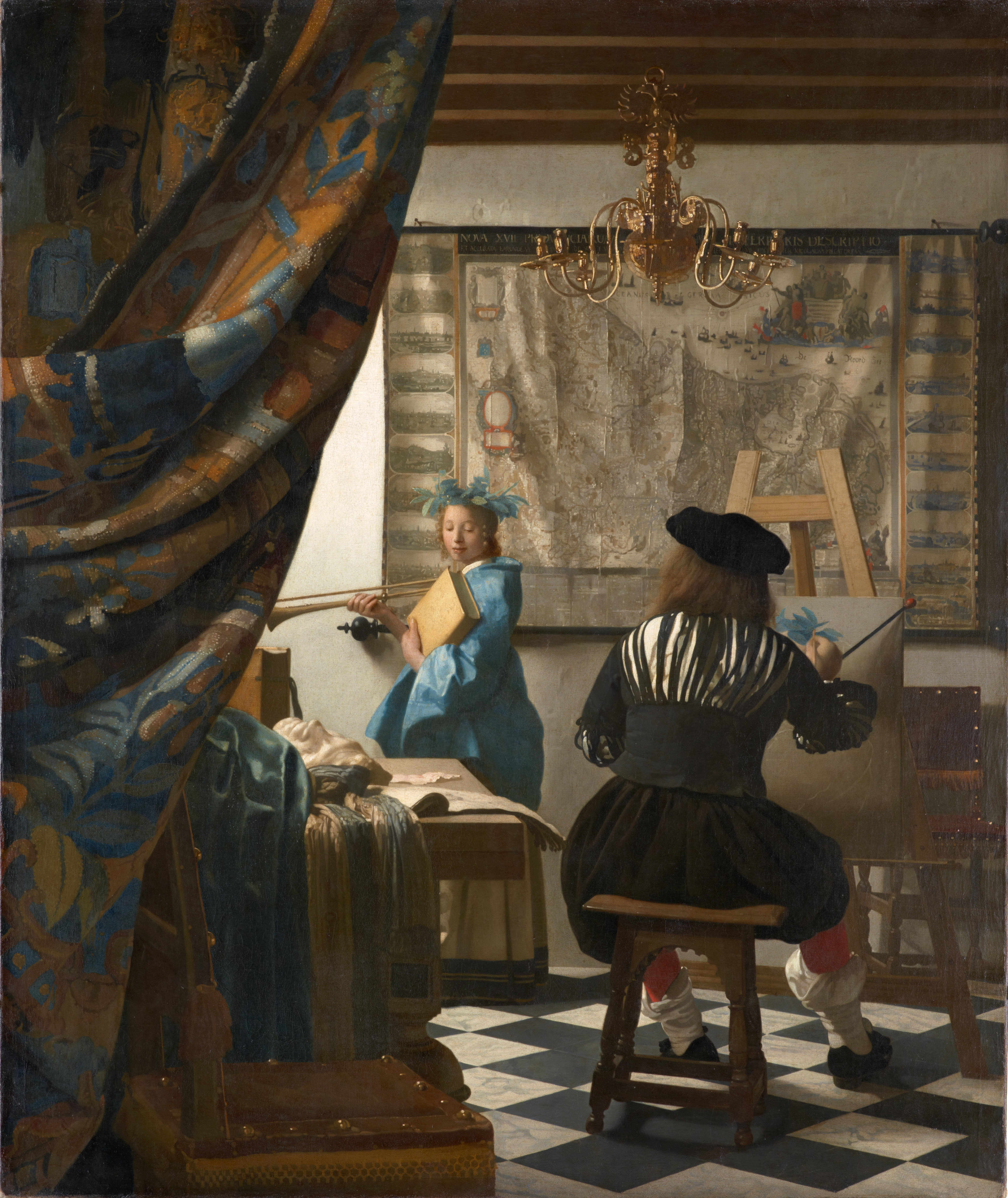
يوهانس فيرمير ، رمزية الرسم أو فن الرسم ، 1666–67 ، 130 × 110   سم ، متحف تاريخ الفنون ، فيينا

## قراءة
- Belkin، Kristin Lohse (1998). Rubens. Phaidon Press. ISBN:0-7148-3412-2. مؤرشف من الأصل في 2022-02-23.  Belkin، Kristin Lohse (1998). Rubens. Phaidon Press. ISBN:0-7148-3412-2. مؤرشف من الأصل في 2022-02-23.  Belkin، Kristin Lohse (1998). Rubens. Phaidon Press. ISBN:0-7148-3412-2. مؤرشف من الأصل في 2022-02-23.
- Belting، Hans (1994). Likeness and Presence: A History of the Image before the Era of Art. Edmund Jephcott. دار نشر جامعة شيكاغو. ISBN:0-226-04215-4.  Belting، Hans (1994). Likeness and Presence: A History of the Image before the Era of Art. Edmund Jephcott. دار نشر جامعة شيكاغو. ISBN:0-226-04215-4.  Belting، Hans (1994). Likeness and Presence: A History of the Image before the Era of Art. Edmund Jephcott. دار نشر جامعة شيكاغو. ISBN:0-226-04215-4.
- مارك جيتلين، العيش مع الفن، الطبعة الثامنة .
- Gombrich، EH ، The Story of Art ، Phaidon، 1995. (ردمك 0-7148-3355-X) رقم ISBN   0-7148-3355-X
- كريستين بوسي-جلوكسمان، السبب الباروكي: جماليات الحداثة، سيج، 1994
- مايكل كيتسون، 1966. عصر الباروك
- هاينريش ولفلين، 1964. عصر النهضة والباروك (أعيد طبعه عام 1984 ؛ نُشر في الأصل باللغة الألمانية، 1888) الدراسة الكلاسيكية. (ردمك 0-8014-9046-4) رقم ISBN

0-8014-9046-4